# Nationaal park Niokolo Koba
Het nationaal park Niokolo-Koba is gelegen in Zuid-Oost Senegal tegen de grens met Guinee. Het omvat meer dan 900.000 hectare, waardoor het het grootste aaneengesloten natuurreservaat van West-Afrika is. In 1954 werd het opgericht om de bedreigde fauna en flora te beschermen.

## Natuur
Het park heeft een vrij plat reliëf, op enkele klein heuvels na zoals de Assirik (311 m). De Gambiarivier en zijn twee bijrivieren, Niokolo-Koba en Koulountou, lopen door het park heen. Het biedt een zeer gevarieerd landschap waarin bijna alle planten- en diersoorten van de savanne van West-Afrika voorkomen. De vegetatie is gevarieerd: zowel droge savanne, bos rondom het water, meren en moeras. Er zijn 350 vogelsoorten en 80 soorten zoogdieren aanwezig, waaronder apen, nijlpaarden, krokodillen, antilopes, leeuwen, buffels en luipaarden. Men vindt er ook olifanten, chimpansees en panters maar deze dieren komen er slechts sporadisch voor. Het park telt maar een tiental olifanten meer door de lange droogte in de jaren 80 en doordat ze tot 1990 werden gedood voor de handel in ivoor.

## Bezoekperiode
De beste periode om het park te bezoeken is van maart tot mei, aan het einde van het droog seizoen. Op dat ogenblik is het makkelijk de dieren op te merken omdat ze zich allen bevinden in de omgeving van het schaarse water. In het regenseizoen, van juni tot november, is het park gesloten.

## Werelderfgoed
In 1981 werd het nationaal park Niokolo-Koba tijdens de 5e sessie van de Commissie voor het Werelderfgoed toegevoegd aan de Werelderfgoedlijst van UNESCO. Het park werd verwaarloosd tot begin de jaren negentig, maar dankzij internationale fondsen vormt het sinds 1990 samen met het park Badiar in Guinee het grensoverschrijdende park Niokolo-Badiar. Sindsdien is de situatie verbeterd en zijn er verschillende NGO's die met de omwonende bevolking samenwerken om het park te onderhouden. Van 2007 tot 2024 werd het park opgenomen op de lijst van bedreigd werelderfgoed. Het park leed aan het uitsterven van wilde dieren, stroperij, basaltwinning en andere menselijke activiteiten. De overheid zorgde ervoor dat het toezicht op emblematische soorten aanzienlijk geïntensiveerd werd en aanzienlijke middelen uitgetrokken werden voor het toezicht op het terrein om stroperij en illegale goudwinning te bestrijden. Er is ook een systeem voor de bestrijding van verontreiniging door mijnen opgezet en er werd apparatuur voor water- en bodemanalyse geïnstalleerd. Ten slotte is er gewerkt aan een betere bestrijding van de invasieve soort Mimosa pigra. Dit was afdoende voor de UNESCO Commissie voor het Werelderfgoed om tijdens de 46e sessie in 2024 het park terug van de lijst te nemen.
Nationaal vogelreservaat Djoudj · Eiland Gorée · Nationaal park Nikolo Koba · Steencirkels van Senegambia · Eiland Saint Louis
- Biblioteca Nacional de España: XX4812684
- Bibliothèque nationale de France: cb16182929h (data)
- Gemeinsame Normdatei: 4117894-4
- Library of Congress Control Number: sh98007980
- Nationale Bibliotheek van Israël: 987007554100505171
- Système universitaire de documentation: 075558564
- Virtual International Authority File: 170024670
- WorldCat: E39PBJq6RCgM4bcV7yPBJRKPQq